# Молим, насмешите се
„Молим, насмешите се” је југословенски кратки филм из 1974. године. Режирао га је Драгослав Лазић а сценарио је написао Драган Ђорђевић.

## Улоге
| Глумац      | Улога |
| ----------- | ----- |
| Ратко Сарић |       |